# Edificio Colón
El Edificio Colón es un edificio de Barcelona (España) de 110 metros y 28 plantas. Se alza en la Avenida de las Drassanes, cerca del puerto y del Monumento a Colón, de la que toma nombre. Fue construido en 1970, siendo la estructura más alta de la ciudad superando a la Torre Jaime I y el primer edificio de esta ciudad que superó los 100 metros de altura, su altura no fue superada hasta la construcción del Hotel Arts y la Torre Mapfre, ubicados en el Puerto Olímpico. Está protegido por el Inventario del Patrimonio Arquitectónico de Cataluña.

## Descripción
Proyectado por el arquitecto Josep Ribas González y ubicado en el distrito de Ciudad Vieja, el Edificio Colón se encuentra en la esquina de la avenida Drassanes con la calle Portal de Santa Madrona. Es una torre de oficinas aislada de 28 plantas de altura (110 metros). Tiene dos accesos en planta baja, uno por cada calle de la esquina. Toda esta planta tiene función de vestíbulo con dos escaleras que comunican con los dos pisos contiguos y cinco ascensores de acceso a los niveles superiores. Funcionalmente organiza su altura en tres cuerpos; base, torre y coronación. La base, de tres plantas, ocupa toda la parcela donde se incluye un aparcamiento y espacios grandes que funcionan como salas de reuniones y zonas auxiliares. Encima de esta base se levanta el cuerpo de la torre con las plantas de oficinas y remata el edificio un cuerpo diferenciado de dos plantas que alberga espacios de oficina muy diáfanos. La estructura resistente que permite esta disposición y altura es de hormigón armado formada por una retícula de pilares y un núcleo resistente de apeo.
El cuerpo central está cubierto con cierre formado por vidrio y paneles de hormigón texturados que esconde la estructura otorgándole una especie de piel. Estas fachadas tienen superpuesto una subestructura de perfiles metálicos con función estética. La subestructura ayuda a expresar la torsión que realizan las fachadas convirtiéndose en superficies paraboloidales. Por su parte la base del edificio forma una piel ciega estriada formada por paneles de hormigón encofrado in situ. Esta sensación de solidez contrasta con la planta baja que dispone de un cierre totalmente acristalado. El cuerpo superior de coronamiento tiene una fachada dominada por la misma estructura de los dos forjados que hacen de alféizar y la vistosa cubierta que hace de alerón sobrealzado.
Este cuerpo de remate, tiene un fuerte protagonismo al tener planta hexagonal intencionadamente divergente del cuerpo principal sobre el que se apoya. Este efecto, junto con la deformación deliberada de las fachadas da a este edificio una estética singular.
La cubierta presenta una forma convexa diseñada para servir de cisterna de acumulación de agua pluvial para el sistema antiincendios.
El garaje, integrado con las primeras plantas del edificio, sigue el criterio de la base del edificio, una planta baja bastante abierta y unas plantas superiores de fachada ciega.
En el interiorismo del vestíbulo dominan unos paramentos de hormigón in situ con acabado lavado que forman parte de la misma estructura portante. También son notables elementos muebles con estética futurista. Son especialmente reseñables las escaleras donde los escalones mismos hacen de barandilla.
El edificio es innovador en el panorama arquitectónico español por el tipo de organización funcional y la estética de los elementos arquitectónicos y de los materiales. Tiene claras influencias de edificios en altura de Mies van Der Rohe como los Apartamentos de Lake Shore Drive de Chicago sobre todo en lo que se refiere a la subestructura metálica. De todas formas este racionalismo está adaptado al contexto barcelonés al reflejar el ambiente marítimo de la zona donde se ubica. Mención especial merece el papel que juega su perfil en el paisaje de la ciudad, ligado definitivamente a la memoria colectiva como un símbolo más de la zona portuaria.